# Copa CEMAC de 2003
La Copa CEMAC 2003 fue la primera edición de este torneo de fútbol a nivel de selecciones nacionales de África Central organizado por la UNIFFAC y que contó con la participación de 4 países afiliados.
Camerún venció a República Centroafricana en la final jugada en Congo para ser el primer campeón del torneo.

## Fase de grupos

### Grupo A
Chad abandonó el torneo.
| Equipo 1 | Agr. | Equipo 2 | Ida | Vuelta |
| -------- | ---- | -------- | --- | ------ |
| Congo    | 3-2  | Gabón    | 2-1 | 1-1    |

### Grupo B
Guinea Ecuatorial abandonó el torneo.
| Equipo 1 | Agr. | Equipo 2                 | Ida | Vuelta |
| -------- | ---- | ------------------------ | --- | ------ |
| Camerún  | 1-3  | República Centroafricana | 2-1 | 0-1    |

## Fase Final
|  | Semifinales                  | Semifinales                  |   |                              | Final                        | Final |  |
|  |                              |                              |   |                              |                              |       |  |
|  |                              |                              |   |                              |                              |       |  |
|  | Brazzaville, 11 de diciembre |                              |   |                              |                              |       |  |
|  | Congo                        | 0                            |   |                              |                              |       |  |
|  | Camerún                      | 2                            |   |                              |                              |       |  |
|  |                              |                              |   |                              |                              |       |  |
|  |                              |                              |   |                              | Brazzaville, 13 de diciembre |       |  |
|  |                              |                              |   |                              | Camerún                      | 3     |  |
|  |                              | Rep.Centroafricana           | 2 |                              |                              |       |  |
|  |                              |                              |   |                              |                              |       |  |
|  |                              |                              |   |                              |                              |       |  |
|  |                              |                              |   |                              | Tercer lugar                 |       |  |
|  | Brazzaville, 11 de diciembre | Brazzaville, 11 de diciembre |   | Brazzaville, 13 de diciembre | Brazzaville, 13 de diciembre |       |  |
|  | Rep.Centroafricana           | 2                            |   | Congo                        | 2                            |       |  |
|  | Gabón                        | 0                            |   |                              | Gabón                        | 0     |  |

## Campeón
| Copa CEMAC 2003    |
| ------------------ |
| Bandera de Camerún |
| Camerún 1º Título  |